# Cao Ren
Cao Ren (chinesisch 曹仁, Pinyin Cáo Rén, W.-G. Ts'ao Jen, Großjährigkeitsname 子孝,  Zixiào,  Tzu-hsiao; * 168 in Qiao (heute: Bozhou, Anhui); † 223) war ein General des chinesischen Warlords Cao Cao während der späten Han-Dynastie und zur Zeit der Drei Reiche.

## Leben
Cao Ren wurde in Qiao (heutiges Bozhou, Anhui) geboren. Er war ein Cousin 2. Grades von Cao Cao, sein Vater und sein Großvater hatten bedeutende zivile und militärische Posten innegehabt. In seiner Jugend pflegte Cao Ren die berittene Jagd. Während des Aufstands der Gelben Turbane versammelte er mehr als 1000 junge Männer unter seiner Flagge und zog durch das Gebiet zwischen den Flüssen Huai und Si.

### Aufstieg Cao Caos
Im Jahre 190 schloss sich Cao Cao der Koalition gegen Dong Zhuo an und stellte eine Armee auf. Cao Ren und seine Truppe folgten ihm und konnten mit Cao Cao den jungen Kaiser Xian befreien, den Dong Zhuo entführt hatte.
In den 90er Jahren folgte er Cao Cao auf verschiedenen Feldzügen im nördlichen, gegen Dong Zhuo, Yuan Shu, Tao Qian und Lü Bu. Cao Ren bewährte sich bei diesen Feldzügen und kämpfte oft an vorderster Front.
Nachdem Cao Cao 196 die Kontrolle über Kaiser Xian gewonnen hatte, nahm er ihn in Xuchang in sein Gewahrsam. Er verlieh Cao Ren den Titel Großverwalter von Guanyang. Cao Ren blieb daraufhin in Xuchang, um Cao Cao bestmöglich zu dienen.
Im Jahre 197 wurde Cao Cao in seinem Lager beim Wan-Schloss von Zhang Xiu angegriffen. In der Überraschung verlor Cao Cao viele Männer im Kampf und konnte nur entkommen, weil sein Leibwächter Dian Wei, sein Sohn Cao Ang und sein Neffe Cao Anmin ihr Leben ließen. Nach dem Rückzug verfolgte Cao Cao Zhang Xiu in Richtung Norden. Cao Ren gelang es dann, Zhang Xiu zu besiegen.
Bei der Schlacht von Guandu (200) befahl Yuan Shao seinem Gast Liu Bei, in Cao Caos Gebiet zu plündern. Mit der Kavallerie besiegte Cao Ren Liu Bei. Später versuchte Yuan Shao erneut, Cao Cao von hinten anzugreifen, und wurde wieder von Cao Ren zurückgeschlagen. Cao Ren nahm dann die Aufgabe in Angriff, Yuan Shaos Nachschublager zu plündern.

### Nach der Schlacht von Chibi
Nachdem Cao Cao im Jahre 208 die Schlacht von Chibi verloren hatte, zog er sich in den Norden zurück und ließ Cao Ren bei der strategisch wichtigen Stadt Jiangling zur Verteidigung gegen die Wu-Truppen zurück. Der feindliche Kommandant Zhou Yu griff die Stadt mit einigen Tausend Männern an, und Cao Cao schickte Cao Ren seinen Gehilfen Niu Jin mit etwa 300 Männern, die sich aber rasch gegen die Verteidiger wandten. Cao Ren ritt mit Dutzenden von Reitern aus und rettete Niu Jin.
In den 210er Jahren erhielt Cao Ren die Position des Generals des Südens und das Kommando über Fancheng, einer Stadt am Han-Fluss, die zur Verteidigung der Jing-Provinz essentiell war. Im Jahre 219 unternahm Liu Beis oberster General Guan Yu einen Feldzug gegen Fan. Er schnitt die Kommunikation und die Versorgung der Stadt ab und ließ Dämme am Han-Fluss bauen, um Fan zu überfluten. Cao Ren zog sich auf die höchsten Mauern der Stadt zurück und hielt trotz der schwindenden Vorräte aus, bis der Entsatzgeneral Xu Huang kam. Mit ihm gemeinsam konnte er Guan Yu zum Rückzug zwingen.
Nachdem Cao Pi im Jahre 220 seinem Vater Cao Cao auf den Thron gefolgt war, machte er Cao Ren zum General der Streitwagen und der Kavallerie und gab ihm das militärische Kommando über die Provinzen Jing, Yang und Yi. Später wurde Cao Ren zum Oberbefehlshaber und zum Verteidigungsminister ernannt. In seinen letzten Jahren verteidigte er Hefei gegen mehrere Angriffe Sun Quans.
Cao Ren starb 223 und wurde postum zum Marquis Zhong ernannt.

## Nachkommen
- Cao Tai
  - Cao Chu
- Cao Kai
- Cao Fan